# Dvojctihodný
Dvojctihodný (též dvojíctihodný) byl neoficiální titul duchovenstva v českých zemích; zejména pastorů protestantských církví, působících v českých zemích v období po vydání Tolerančního patentu.
Toleranční patent císaře Josefa II. znamenal pouhou státní toleranci augšpurské a helvétské konfese v monarchii, v žádném případě jejich zrovnoprávnění s katolickou církví. To se projevovalo v celé řadě oblastí, včetně tak formálních, jako byla titulatura kněžích. Protestantští kazatelé neměli dovoleno užívat v monarchii titul kněz či farář, směli být nazývaní jen pastory. Evangeličtí věřící ovšem našli jisté východisko. Využili toho, že formální oslovení katolického faráře je důstojný pán (v dané době též ctihodný pán) a začali své duchovní oslovovat dvojctihodný pane.
Zřejmě zde působila i reminiscence na starší období, kdy uvedený titul (nejen) protestantští duchovní užívali jak v době předbělohorské, tak ve Slezsku i v době předtoleranční (např. v titulatuře Jana Muthmanna v Klejchově kancionálu; pro období reformační uvádí B. Poloczkowa, že na Těšínsku byla „společenská i prestižní pozice pastorů (...) velmi vysoká; mluvilo-li se o nich, používalo se přídomku «dvojctihodný»...“ ).
Titul zřejmě postupně vymizel, když nařízení rakouského ministerstva vnitra č. 107 ř. z., vydané 30. ledna 1849, titulární nerovnost katolických a evangelických duchovních zrušilo.
Výrazem dvojctihodný se do češtiny (někdy také doslovnějším v pravdě ctihodný) překládá anglický titul The Right Honourable.